# Михаил Саронит
Михаѝл Саронѝт (на средногръцки: Μιχαήλ Σαρωνίτης) е византийски военачалник от XI век.
През 1072 г. избухва Въстанието на Георги Войтех и Константин Бодин, опит за отхвърляне на властта на Византийската империя и възстановяване на българската държава. Oт Константинопол е изпратена византийска армия начело с генерал Михаил Саронит, който обсажда и превзема държания от въстаниците Скопие и през декември 1072 г. разгромява войската на Константин Бодин в местността Таоний в южната част на Косово поле, а Бодин и Георги Войтех са пленени.
Михаил Саронит се споменава в хрониката на Йоан Скилица, но само с фамилното си име. Приема се, че първото му име е Михаил, за което се съди по данни на сфрагистиката. Един моливдовул от XI век с изображение на Архангел Михаил принадлежал на Михаил Саронит, вестарх и катепан на България. Този печат е публикуван през 1886 година и за него Васил Златарски приема, че е принадлежал на Саронит от разказа на Скилица, който през 1072 година ще е бил изпратен срещу въстаниците в България като неин катепан. Със същия вестарх Михаил Саронит Петър Петров идентифицира Саронит от разказа на Скилица. Вероятно на един по-ранен етап Михаил Саронит е заемал длъжността стратег на тема Македония с титла протоспатарий, както се споменава върху един моливдовул с изображение на бюст на Архангел Михаил от колекцията на Дъмбартън Оукс, който показва сходства с предходния печат на катепана на България. Върху други два печата от същата колекция, отново украсени с изображения на Архангел Михаил, но в цял ръст, Михаил Саронит вече се споменава като магистър и дук на целия Запад. Изследователите от Дъмбартън Оукс не са категорични дали последните два печата са принадлежали на лицето, което някога е било и катепан на Македония, но те все пак предполагат, че може да са били притежание на катепана на България, вестарха Михаил Саронит, който вероятно и според тях е същият Саронит от разказа на Продължителя на Скилица.
Не така стои въпросът с идентификацията на притежателя на един моливдовул, открит случайно при ремонтни дейности в една винарска изба край Хераклея Линкестис, близо до Битоля. Подобно на двата печата на магистъра и дук на целия Запад от колекцията на Дъмбартан Оукс, и този от Хераклея притежава подобно изображение на Архангел Михаил в цял ръст и името на Михаил Саронит, магистър и дук на целия Запад. Изследователите на битолския моливдовул обаче приемат, че неговата датировка стои най-близо до времето, което Михаил Саронит е прекарал в тема България като командир на войските, изпратени да потушат въстанието на Георги Войтех и Константин Бодин. Според тях след прословутия провал на експедициите на Никифор Карантин и Дамян Даласин императорът е потърсил енергичен командир, който да оглави нов поход в западните провинции на империята, и е спрял избора си върху Михаил Саронит, вестарха и катепана на България, който по тозо повод е повишен до ранг магистър и получил титлата дук на целия Запад.